# 鹿児島県道480号霧島公園線
鹿児島県道480号霧島公園線（かごしまけんどう480ごう きりしまこうえんせん）は、鹿児島県霧島市を通る一般県道である。

## 概要
鹿児島県道・宮崎県道104号霧島公園小林線から国道223号を結ぶ。通称霧島スカイライン。

### 路線データ
- 起点：霧島市霧島田口（鹿児島県道・宮崎県道104号霧島公園小林線交点）
- 終点：霧島市霧島田口（国道223号交点）

## 歴史
- 1963年（昭和38年）2月8日 - 県道として路線認定。

## 地理

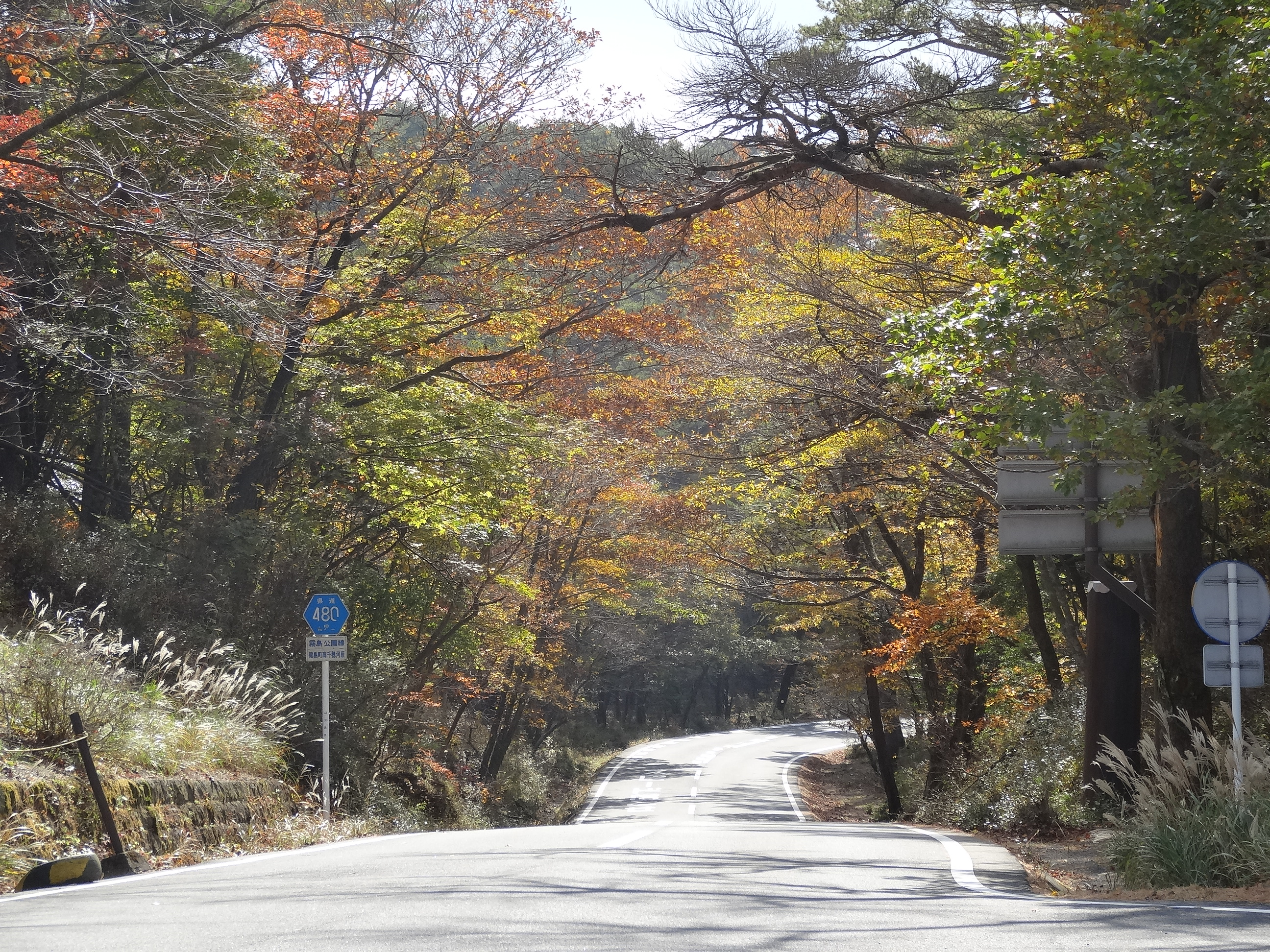
起点・高千穂河原付近

### 通過する自治体
- 霧島市

### 交差する道路
| 交差する道路                                               | 交差する場所 | 交差する場所 |
| ---------------------------------------------------------- | ------------ | ------------ |
| 鹿児島県道・宮崎県道104号霧島公園小林線 / 霧島スカイライン | 霧島田口     | 起点         |
| 国道223号                                                  | 霧島田口     | 起点         |

### 沿線
- 高千穂河原

## 参考資料
- 県道の路線認定一覧表 - 鹿児島県例規集